# 壯體南鮋
壯體南鮋（學名：Notesthes robusta），為輻鰭魚綱鮋形目鮋亞目真裸皮鮋科的其中一種，為亞熱帶魚類，分布於澳洲新南威爾斯及昆士蘭淡水、半鹹水、海域，體長可達30公分，棲息在沿岸砂泥、岩石底質且植被生長淡水溪流、河口及海灣，生活習性不明，具有毒性。